# Liese Prokop
Liesel ("Liese") Prokop-Sykora, født Liese Sykora (27. marts 1941 i Wien – 31. december 2006 i Sankt Pölten) var en østrigsk atlet der internationalt konkurrerede i femkamp, og senere blev hun aktiv i Østrigs politik. Hun var ved sin død indenrigsminister i Østrig.

## Atletik
I 1962 afbrød hun sine studier i idræt og biologi for at hellige sig sin sportskarriere. I 1964 var hun første gang med til de Olympiske lege, da hun i Tokyo deltog i femkamp uden at få medalje. 4 år senere vandt hun sølvmedalje ved Sommer-OL i Mexico City. Ved europamesterskaberne 1969 i Athen slog hun verdensrekord, og derefter indstillede hun sin aktive karriere som 28 årig. 3 år efter startede hun igen på den hårde træning, da hun ville med til OL i München 1972. I den olympiske konkurrence opgav hun efter 3 af de 5 discipliner. I 1965 blev hun gift med sin daværende træner Gunnar Prokop.

### Titler
- OL sølv – femkamp – 1968
- Europamester – femkamp – 1969
- Østrigs-mester – længdespring – 1975
- Østrigs-mester – kuglestød – 1969, 1972, 1973, 1974, 1975, 1976
- Østrigs-mester – syvkamp – 1964, 1965, 1966, 1968, 1969, 1973, 1974, 1975
- Østrigs-mester – 100 m hækkeløb – 1969, 1972
- Østrigs-mester – højdespring – 1961, 1962, 1963, 1965

## Politik

### Lokalt
Den 20. oktober 1969 blev hun valgt ind i Landdagen i delstaten Niederösterreich for det konservative parti ÖVP.
Fra 1981 til 1992 var hun en del af det politiske flertal og medlem af Landesregierungen i delstaten, hvor hendes ansvarsområder var sport og familiespørgsmål. I 1992 blev hun Delstatsnæstformand. Denne post forlod hun i 2004.

### Forbundsstat
Efter at Østrigs indenrigsminister Ernst Strassers noget overraskende valgte at forlade posten den 10. december 2004, udpegede Kansler Wolfgang Schüssel, Liese Prokop som ny indenrigsminister efter Strassers. Hun blev taget i ed den 22. december 2004 som Østrigs første kvinde på posten.

## Privat
Nytårsaften, 31. december 2006 fik Liese Prokop en akut aortadissektion ved halspulsåren, og døde i ambulancen på vej til det lokale sygehus i Sankt Pölten. Hun efterlod sig manden Gunnar Prokop, to sønner og en datter.